# Edgard Istel
Edgard Istel (Magúncia, Alemanya, 23 de febrer de 1880 - Miami, EUA, 1948) fou un compositor i musicòleg alemany.
Amb els estudis musicals, que feu en la seva ciutat natal i a Múnic, alternà els de filosofia, doctorant-se en aquesta matèria amb la Memoria J. J. Rousseau als Komponist seiner lyrischen Scene Pygmalion (Leipzig, 1901) i a partir de llavors residí en la capital bavaresa, on desplegà gran activitat com a compositor i pedagog. El 1907 anà per primera vegada a Espanya i el 1913 era professor de ciències musicals en l'Acadèmia Humboldt de Berlín i el 1918 de la Universitat de Lessing.
Des de 1920 va romandre a Madrid, on fou representant de la Societat d'Autors i Compositors alemanys, havent contribuït desenvolupant aquest càrrec a unir les relacions artístiques entre ambdós països. La labor d'Istel fou molt important, tant per la quantitat com per la qualitat, i abraçà molts aspectes.
Va compondre les òperes següents, quasi totes amb llibret propi:
- Der Fahrende Schüler (1906);
- Des Tribunal Gebot (1908);
- Prinzessin und Schweinehirt (1908);
- Verbotenet, Liebe, Maienzauber i Wenn Faruent räumen (1919);
- el ball Das Letzte Ahnenfest (1911);
- la música per a l'escena Salyros de Goethe (1910);
- una refosa del Pygmalion de Rousseau (1904);
- les operetes D. Frauenstreik i König Mammon; Eine, Singspielowertüre que formaven part del repertori de les principals orquestres del món i que fou estrenada per la Filharmònica de Madrid el 1924.
- Hymnus an Zeus per a cor i orquestra;
- melodies vocals i cors mixtes per a 4 veus.

A més, va publicar dos volums de cançons antigues espanyoles, adaptades i traduïdes a l'alemany, algunes de les quals donà conèixer a Madrid la seva esposa Joanna Wylie d'Istel.
També és molt extensa la llista dels seus treballs de crítica i història de la música. Entre els principals cal citar: Das Deutsche Weihnacht und seine Wiedergebur aus dem Geiste der Musik. (1900); Peter Cornelius (1901); Die Entstehung des deutschen Melodramas (1906); Die Komische Oper (1906) Die Blütezeit der musikalischen Romantik (1909); Das Kunstwerk Richard Wagner (1910); Das Libretto, traduït a l'anglès (1914); Die moderne Oper seit Richar Wagner (1914); Paganini (1919); Das Buch der Oper (1920); Wagnerstud (1925); Felipe Pedrell, interessant i ben documentat treball en el The Musical Quarterly, de Nova York (abril de 1925), així com un nombre considerable d'estudis en revistes alemanyes, angleses i nord-americanes, programes de concert, edicions de diversos autors amb notes i comentaris, etc.